# Tina Eschmann
Tina Eschmann (* 20. Mai 1966 in Frankfurt am Main) ist eine deutsche Schauspielerin, Hörspiel- und Synchronsprecherin.

## Leben
Nach einem Tanzstudium 1986 in San Francisco besuchte Tina Eschmann von 1987 bis 1990 die Stage School in Hamburg. An den dortigen Kammerspielen und am Ernst-Deutsch-Theater hatte sie erste Verpflichtungen, u. a. spielte sie in Dame Kobold von Pedro Calderón de la Barca und dem Musical Anatevka. Weitere Stationen ihrer Bühnenlaufbahn waren die Gandersheimer Domfestspiele, das Fritz-Rémond-Theater und die Komödie in Frankfurt sowie wiederum in Hamburg die Komödie Winterhuder Fährhaus, das Neue Theater am Holstenwall und der Engelsaal, wo sie als Eliza Doolittle in dem Musical My Fair Lady auf der Bühne stand.
In der Krimiserie Die Männer vom K3 debütierte Tina Eschmann 1993 vor der Kamera. Sie hatte danach Gastrollen u. a. bei der SOKO Wismar, in Adelheid und ihre Mörder und zwei Tatort-Episoden. 2010 und 2011 verkörperte sie 17 Folgen lang die Figur der Henriette Wolf in der ARD-Soap Verbotene Liebe, 2002 war sie in dem mit zahlreichen Preisen ausgezeichneten Film Die Hoffnung stirbt zuletzt zu sehen.
Daneben arbeitet Tina Eschmann als Hörspielsprecherin, sprach hier beispielsweise Charaktere in den Reihen Fünf Freunde und Die drei !!! und arbeitete in einigen Produktionen des Norddeutschen Rundfunks.
Ein weiteres Tätigkeitsfeld Tina Eschmanns ist die Synchronisation. So sprach sie u. a. Keeley Hawes in Ein Mord wird angekündigt oder Naomi Watts in Kinder des Zorns IV – Mörderischer Kult. In verschiedenen Serien war sie neben anderen die deutsche Stimme von Laurie Fortier in einer Folge von Dr. House und lieh Cynthia Stevenson in Oh Baby ihre Stimme.
Tina Eschmann lebt in Hamburg. Sie war bis zu dessen Tod mit dem deutschen Schauspieler und Synchronsprecher Marc Degener (1963–2004) verheiratet, mit dem sie zwei Kinder hatte. Ihre Tochter Alina Degener (* 1995) ist ebenfalls als Synchronsprecherin aktiv.

## Filmografie
- 1993: Die Männer vom K3 – Das dritte Mädchen
- 1994: Alles außer Mord – Die Frau ohne Gesicht
- 1998: Das Paar des Jahres
- 2005: SOKO Wismar – Fischköppe
- 2005: Die Rettungsflieger – Giftstachel
- 2005: Adelheid und ihre Mörder – Schuhe aus Beton
- 2006: Stubbe – Von Fall zu Fall – Verhängnisvolle Freundschaft
- 2007: Tatort – Liebeshunger
- 2009: Küstenwache – Mayday
- 2009: Büttenwarder op Platt – Mambo
- 2010: Liebe am Fjord – Das Meer der Frauen
- 2010: Tatort – Vergissmeinnicht
- 2010–2011: Verbotene Liebe (17 Folgen als Henriette Wolf)
- 2010–2013: Alle Jahre wieder
- 2011: Die Pfefferkörner – Käufliche Intelligenz
- 2011: Die Hochzeit meines Mannes
- 2012: Wilsberg – Halbstark
- 2013: Ich hab noch Auferstehung (Kurzfilm)
- 2013: Gloomy Sabbath (Kurzfilm)
- 2018: Großstadtrevier – Auge um Auge
- 2019: Notruf Hafenkante – Vier Stunden Luft

## Hörspiele
- 2009: Superhero – Regie: Alexander Schuhmacher
- 2010: Epizentrum – Regie: Antje Vowinckel
- 2011: …und zitterte wie Espenlaub – Regie: Oliver Sturm
- 2011: Die drei Fragezeichen Kids : Folge 21 – Die Geisterjäger – Regie: Ulf Blanck

## Synchronrollen (Auswahl)

### Filme
- 1930: Animal Crackers – als Arabella Rittenhouse – Für Lillian Roth (Synchro 2003)
- 1990: Days of Being Wild – als Prostituierte – Für Angela Ponos (Synchro 2006)
- 1996: Kinder des Zorns IV – Mörderischer Kult – als Grace Rhodes – Für Naomi Watts
- 1997: Emma – als  Harriet Smith – Für Samantha Morton
- 1998: Die Newton Boys – als Louise Brown – Für Julianna Margulies
- 2000: Schuldig – Ein mörderischer Auftrag – als Tanya Duncan – Für Angela Featherstone
- 2007: The Signal – als Mya – Für Anessa Ramsey
- 2009: From Beginning to End – als Schwangere Frau auf der Feier
- 2015: Impact Earth – als Stella Harrison – Für Brooke Langton (Synchro 2017)
- 2016: Absolutely Fabulous: Der Film –  als Saffron 'Saffy' Monsoon – Für Julia Sawalha
- 2016: Barry – als Ann Dunham – Für Ashley Judd
- 2016: Dark Crimes – als Marta – Für Agata Kulesza (Synchro 2019)
- 2016: Nina – als Cliftons Mutter – Für Ella Joyce
- 2016: Pawo – als Mutter
- 2017: 100% Coco – als Mutter von Coco – Für Eva Duijvestein
- 2017: Anything – als Rita – Für Melora Hardin (Synchro 2019)
- 2017: Marry Me At Christmas – Ein Fest zum Verlieben – als Loretta Krug – Für Michele Scarabelli
- 2017: Rosige Weihnachten – als Mary  – Für Diane Verhiel
- 2017: Sahara – als Pietra – Für Marie-Claude Pietragalla
- 2017: Salyut-7 – Svetlana Lazareva – Für Oksana Fandera
- 2017: Sexy Psycho – Rettet unsere Tochter! – als Abby – Für Heather McComb
- 2018: Die Hüterin der blauen Laterne – als Buchmacherin – Für Samantha Ferris (Synchro 2020)
- 2018: Leave No Trace – als Jean – Für Dana Millican
- 2020: Cut Throat City – Stadt ohne Gesetz – als Andrés Mutter – Für Andrene Ward-Hammond
- 2022: Rache auf Texanisch – als Sharon Shaw – Für J. Smith-Cameron
- 2023: Eileen – als Mrs. Murray – Für Siobhan Fallon Hogan
- 2023: Firenado – als Helena – Für Nicola Wright
- 2023: Die Gleichung ihres Lebens – als Suzanne Hoffmann – Für Clotilde Courau
- 2023: Im letzten Sommer – als Mina – Für Clotilde Courau
- 2023: The Royal Hotel – als Carol – Für Ursula Yovich
- 2024: Die Casagrandes – Der Film – als Maria – Für Sumalee Montano

### Serien
- 2000–2003: Norman Normal – Susi Stone – Deutsche Originalfassung
- 2002–2007: Naruto – als Katsuyu – Für Mamiko Noto
- 2004–2007: Kleiner Roter Traktor – als Laura Tormann
- 2007–2017: Naruto Shippuden – als Inos Mutter – Für Noriko Suzuki
- 2008–2016: The Garfield Show – als Dr. Liz Wilson – Für Julie Payne
- seit 2021: AlRawabi School for Girls – als Schulleiterin Faten Qadi – Für Nadera Emran

### Videospiele
- 2008: Dead Space – Nicole Brennan
- 2011: Dead Space 2 – Nicole Brennan
- 2014: Wolfenstein: The New Order – Irene Engel (Deutsche Version, Originalstimme: Nina Franoszek)
- 2015: Fallout 4 – Dr. Amari
- 2016: Doom – Dr. Olivia Pierce
- 2017: Wolfenstein II: The New Colossus – Irene Engel (Deutsche Version, Originalstimme: Nina Franoszek)
- 2015: League of Legends – Miss Fortune
- 2019: Planet Zoo – Nancy Jones[5]
- 2024: Dragon Age: The Veilguard – Hezenkoss